# Félicie est là
Félicie est là est un roman policier de Georges Simenon, publié en 1944. Il fait partie de la série des Maigret. 
Simenon achève l'écriture de ce roman en mai 1942. La première édition est parue dans le recueil Signé Picpus, édité en janvier 1944.

## Résumé
Pourquoi a-t-on assassiné chez lui Jules Lapie, dit Jambe-de-Bois, qui passait une vieillesse paisible dans sa nouvelle maison des environs de Poissy ? Maigret pressent que Félicie, la bonne de Lapie, sortie faire des achats au moment de l'assassinat, sait quelque chose, mais elle reste muette ; son comportement irrite et intrigue le commissaire qui ne la quitte guère au cours de son enquête. Cette jeune fille aux abords revêches se révèle en fait très sensible, mais, peu choyée par l'existence, elle transpose dans la réalité les rêves et les fantasmes issus de ses lectures. 
Maigret devine rapidement que Félicie est amoureuse de Jacques Pétillon, neveu de la victime, qui a naguère vécu six mois chez son oncle. Or, Jacques, depuis l'assassinat, erre à Paris, à Rouen, comme s'il cherchait quelqu'un. À bout de résistance, il est sur le point de parler au commissaire, lorsqu'on tente de l'assassiner place Pigalle. Grièvement blessé, Jacques ne parlera pas, mais l'enquête progresse : reconstituant les faits et gestes de Félicie, Maigret comprend qu'elle a vu Jacques près de la maison le jour du crime. Persuadée de la culpabilité du jeune homme, elle s'est tue et a caché les indices compromettants ; pendant quelques jours, elle a été une héroïne, comme dans les feuilletons qu'elle lisait...
Jacques n'est pourtant pas l'assassin, mais il a été victime de ses fréquentations douteuses. Lors du séjour chez son oncle, il avait hébergé secrètement une « relation », Albert Babeau, surnommé « le Musicien » dans le milieu de Pigalle ; à l'insu de Jacques, le Musicien avait dissimulé chez Lapie une somme d'argent considérable, produit d'un cambriolage, avant d'être arrêté par la police. À sa sortie de prison, le Musicien, voulant récupérer l'argent, s'est rendu chez Lapie avec Jacques qui l'a accompagné en toute confiance. Pendant que Jacques retenait son oncle dans le jardin, le Musicien était dans la maison ; Lapie a entendu du bruit à l'intérieur, a surpris le cambrioleur qui n'a pas hésité à l'abattre. Jacques s'est enfui et a tenté de retrouver le tueur, mais c'est le Musicien qui l'a retrouvé... 
Félicie peut rêver à son aise : celui qu'elle aime est dans un triste état, mais n'est pas coupable. En tout cas, elle a acquis la sympathie de Maigret.

## Aspects particuliers du roman
L’intérêt porte plus sur le sens du drame que sur sa reconstitution par l’enquête. L’emploi fréquent du présent, rompant avec une narration à l’imparfait, donne à plusieurs phases du récit une allure particulièrement vivante. Le rythme saccadé de quelques passages (voir notamment le chapitre VII) correspond à une vision qui embrasse des plans spatiaux différents et qui n’est pas sans rappeler certaines séquences cinématographiques. Maigret est tellement imprégné par l’ambiance qu’il atteint parfois un état presque halluciné. Les rapports de Maigret avec Félicie ne sont pas dénués d’humour.

## Fiche signalétique de l'ouvrage

### Cadre spatio-temporel

#### Espace
Poissy (lotissement de Jeanneville). Paris (quartiers de Pigalle et des Ternes). Références à Rouen et à Béziers.

#### Temps
Epoque contemporaine ; l’enquête dure quatre jours et se déroule en mai. 

### Les personnages

#### Personnage principal
Félicie. Servante. Célibataire. 24 ans

#### Autres personnages
- Jules Lapie, dit Jambe-de-Bois, comptable retraité,  célibataire, la victime.
- Jacques Pétillon, neveu de Lapie, saxophoniste à Pigalle, 19 ans.

## Éditions
- Édition originale : Gallimard, 1944
- Tout Simenon, tome 24, Omnibus, 2003  (ISBN 978-2-258-06109-5)
- Folio Policier, n° 626, 2011  (ISBN 978-2-07-030753-1)
- Tout Maigret, tome 3, Omnibus,  2019  (ISBN 978-2-258-15044-7)

## Adaptations
- 1962 : Love from Felicie, téléfilm anglais avec Rupert Davies.
- 1967: Maigret en het meisje voor dag en nacht, téléfilm néerlandais avec Jan Teulings.
- 1968 : Félicie est là, téléfilm français de Claude Barma, avec Jean Richard dans le rôle de Maigret.
- 1993 : Maigret and the Maid, téléfilm anglais avec Michael Gambon.
- 2002 : La maison de Félicie, téléfilm français de Christian de Chalonge, avec Bruno Cremer dans le rôle de Maigret.

## Source
- Maurice Piron, Michel Lemoine, L'Univers de Simenon, guide des romans et nouvelles (1931-1972) de Georges Simenon, Presses de la Cité, 1983, p. 302-303  (ISBN 978-2-258-01152-6)